# 徳山武陽
徳山 武陽（とくやま たけあき、1989年7月21日 - ）は、兵庫県神戸市出身の元プロ野球選手（投手）。

## 経歴

### プロ入り前
三田学園高時代は、2年時の秋から主将となり、エースで4番打者として活躍。3年時の夏は兵庫大会4回戦で敗退。甲子園出場経験はなし。打撃では、高校通算20本塁打を記録。
高校卒業後は、関西学生野球連盟に加盟する立命館大学に進学。1年時の秋から公式戦に登板。2年時はリーグ戦での登板はなかったが秋の新人戦で優勝に貢献しMVPを受賞した。3年秋になって先発で起用される機会が増え2勝、 優勝がかかった同志社大学戦で1安打10奪三振の快投を演じ初完投初完封勝利を挙げた。4年時の春からエースとなり、秋はリーグタイ記録となる3連続完封を含む6勝（4完封）を挙げるも、優勝決定戦で同志社大学に敗れ2位に終わった。自身は、リーグトップの防御率0.78の成績を挙げ、最優秀投手とベストナインに選出された。リーグ戦通算29試合登板、11勝3敗、防御率1.45。
2011年のNPB育成ドラフト会議で、東京ヤクルトスワローズから1巡目で指名。育成選手として入団した。入団当初の背番号は115 。

### プロ入り後
2012年には支配下選手登録には至らなかったが、イースタン・リーグ公式戦13試合に登板、5勝2敗、防御率3.26という成績を残した。2013年に、イースタン・リーグ公式戦で開幕から5試合の先発登板で3勝1敗、防御率1.67を記録したことを経て5月13日に支配下選手契約へ移行するとともに、背番号を62へ変更した。同年5月15日の対埼玉西武ライオンズ戦（明治神宮野球場）で、公式戦（一軍）に先発登板してデビューしたものの、1回表に先頭打者の浅村栄斗からソロ本塁打を打たれたことを皮切りに、3回3失点という内容で敗戦投手となった。NPBの一軍公式戦に初めて登板したヤクルトの投手が最初に対戦した打者から本塁打を喫した事例は史上4人目だが、初回に先頭打者から本塁打を打たれた事例は球団史上初めてである。結局、同年公式戦では5試合に登板、0勝2敗でシーズンを終えた。
2014年には、9月3日の対中日ドラゴンズ戦（神宮）で、先発して6回2失点という内容で公式戦初勝利を挙げた。公式戦には7試合の登板で1勝1敗にとどまったが、シーズン終了後の秋季キャンプでは、次期監督の真中満から「最も成長を感じられた選手」の1人に挙げられていた。
2015年には、公式戦で自己最多の39試合に登板。すべて救援登板で2勝1敗3ホールド、防御率3.58という成績を残し、チームの優勝にも貢献した。2016年に、公式戦3試合に登板したが、シーズン中の9月から左太腿の内側に痺れを覚えるようになった。その影響で、10月から参加していたフェニックスリーグを途中で離脱すると、国指定の難病黄色靱帯骨化症を発症していることが精密検査で判明。11月22日には、その事実と手術を受けたことを公表した。
2017年に、イースタン・リーグ公式戦で実戦復帰を果たし、34試合の登板で4勝1敗、防御率1.66という好成績を残した。9月29日の北海道日本ハムファイターズ戦（ファイターズ鎌ケ谷スタジアム）での先発が最終登板となり、そこで被安打3、牽制死と2併殺によって打者27人を相手に一・二軍を通じての公式戦初完封勝利を挙げた。本人曰く「想像以上に早く（黄色靱帯骨化症から）回復した」とのことであったが、実際には左太腿付近や臀部の痺れが消えていないことから、「二軍で抑えられても“一軍で勝負できるか?”というと、残念ながら、そこまで体が戻ってこなかった」と判断。10月3日に球団から戦力外通告を受けたことを機に、11月1日付で現役引退を表明した。

### 現役引退後
ヤクルトの球団職員へ転身。2018年1月1日から、広報部員として活動する。
2019年にヤクルト球団を退団し、ソニーマーケティングに転職。2024年12月時点では同社の法人営業を担当している。

## 人物
描画が得意なことから「徳山画伯」とも呼ばれていて、ヤクルトの現役投手時代には、チームメイトの特徴をうまく捉えた似顔絵をシーズン終了後のファン感謝イベントなどで披露していた。
2016年に黄色靱帯骨化症の発症が判明してからは、福岡ソフトバンクホークスの元エースで、同じ症状から公式戦での実戦復帰を果たした大隣憲司からアドバイスを受けていた。徳山自身も、発症を公表した際に、「大隣さんより早く（一軍のマウンドへ）復帰するとともに、次にかかる人がいれば助けになりたい」と述べていた。しかし、徳山は一軍への復帰を果たせないまま、翌2017年限りで現役を引退。大隣は、同じ年に公式戦1試合へ登板したものの、レギュラーシーズンの終了後にソフトバンクから戦力外通告を受けた。

## 詳細情報

### 年度別投手成績
| 年 度    | 球 団    | 登 板 | 先 発 | 完 投 | 完 封 | 無 四 球 | 勝 利 | 敗 戦 | セ 丨 ブ | ホ 丨 ル ド | 勝 率 | 打 者 | 投 球 回 | 被 安 打 | 被 本 塁 打 | 与 四 球 | 敬 遠 | 与 死 球 | 奪 三 振 | 暴 投 | ボ 丨 ク | 失 点 | 自 責 点 | 防 御 率 | W H I P |
| -------- | -------- | ----- | ----- | ----- | ----- | -------- | ----- | ----- | -------- | ----------- | ----- | ----- | -------- | -------- | ----------- | -------- | ----- | -------- | -------- | ----- | -------- | ----- | -------- | -------- | ------- |
| 2013     | ヤクルト | 5     | 4     | 0     | 0     | 0        | 0     | 2     | 0        | 0           | .000  | 83    | 18.1     | 13       | 3           | 13       | 0     | 3        | 8        | 0     | 0        | 12    | 9        | 4.42     | 1.42    |
| 2014     | ヤクルト | 7     | 3     | 0     | 0     | 0        | 1     | 1     | 0        | 0           | .500  | 97    | 22.0     | 19       | 3           | 12       | 0     | 2        | 15       | 0     | 0        | 13    | 13       | 5.32     | 1.41    |
| 2015     | ヤクルト | 39    | 0     | 0     | 0     | 0        | 2     | 1     | 0        | 3           | .667  | 217   | 50.1     | 48       | 4           | 22       | 1     | 0        | 50       | 2     | 0        | 25    | 20       | 3.58     | 1.39    |
| 2016     | ヤクルト | 3     | 0     | 0     | 0     | 0        | 0     | 0     | 0        | 0           | ----  | 21    | 4.1      | 6        | 1           | 3        | 0     | 0        | 3        | 0     | 0        | 6     | 6        | 12.46    | 2.08    |
| NPB：4年 | NPB：4年 | 54    | 7     | 0     | 0     | 0        | 3     | 4     | 0        | 3           | .429  | 418   | 95.0     | 86       | 11          | 50       | 1     | 5        | 76       | 2     | 0        | 56    | 48       | 4.55     | 1.43    |

### 記録
投手記録
- 初登板・初先発：2013年5月15日、対埼玉西武ライオンズ2回戦（明治神宮野球場）、3回3失点で敗戦投手
- 初奪三振：同上、2回表に牧田和久から空振り三振
- 初勝利・初先発勝利：2014年9月3日、対中日ドラゴンズ20回戦（明治神宮野球場）、6回2失点

打撃記録
- 初打点：2015年10月3日、対広島東洋カープ25回戦（MAZDA Zoom-Zoom スタジアム広島）、11回表に一岡竜司から押し出し四球

その他の記録
- 初登板で対戦した第一打者に被本塁打：「初登板」の項を参照、1回表無死に浅村栄斗に左越先頭打者本塁打 ※史上63人目（セ・リーグ25人目）

### 背番号
- 115（2012年 - 2013年途中）
- 62（2013年途中 - 2017年）